# 阿里·阿斯加尔·穆尼桑
阿里·阿斯加尔·穆尼桑（波斯語：‎；1970年—），伊朗政治家。2017年8月13日起就任文化遗产、手工艺品及旅游组织部长。
曾任基什岛自由貿易園區负责人、伊朗穷人基金会Atisaz公司的总经理、德黑兰市工程与发展组织总经理。2014年，他被任命为柏斯波利斯足球俱樂部董事会成员。
2020年3月，在冠状病毒暴发蔓延至伊朗之后，他被确诊感染2019冠狀病毒病。他現在已經康復。